# Schola Philosophicae Initiationis
 (juillet 2018).
 (août 2019).
Le contenu est difficilement compréhensible vu les erreurs de traduction, qui sont peut-être dues à l'utilisation d'un logiciel de traduction automatique.
La Schola Philosophicae Initiationis a été une organisation philosophique-initiatique d'une coupure théosophique créée à Madrid en 1928 par les espagnols Eduardo Alfonso et Mario Roso de Luna, comme réponse aux déviations doctrinales de la Société théosophique, spécialement en ce qui concerne la proclamation de Jiddu Krishnamurti comme le Moniteur du Monde.

## Fondation
Au milieu de 1921, Mario Roso de Luna a réuni à une dizaine de theosophes de Madrid pour fonder la Branche Hesperia, qui a maintenu des liens étroits avec la Société la Mère dans Adyar (Madras, Inde), ainsi comme avec les groupes dissidents de Point Loma (la Californie) qui étaient dirigés par l'enthousiaste Katherine Tingley, le successeur de William Quan Judge.
Vers 1928, le groupe d’alliés de Roso de Luna ont commencé à se réunir dans le Café de Gijón pour fonder une école philosophique dénommée "Schola Philosophicae Initiationis" (SPI) qui était "une réaction contre l'instabilité et l'indiscipline de la Société théosophique, en manière d'un creuset où s'est coagulé le concept d'ordre mental qui devait toujours avoir régi la S.T."
Le but déclaré de SPI était "l'étude des philosophies, des sciences et des arts, de manière comparée et dans leurs relations mutuelles, et aussi la santé, la culture et le progrès moral de ses membres". 
La nouvelle École a acheté un terrain à Manzanares el Real (province de Madrid) pour construire un centre d’études théosophiques avancées baptisée la "Maison du Philosophe".
Aussi trois degrés de connaissance se sont constitués "comme il correspond à toute société initiatique et conséquemment aux trois objets de la Société Théosophique, qui dans le fond consistent aux trois degrés initiatiques des institutions analogues, qui n’ont pas été compris ni respectés et ils ont amené la S.T. à la désunion et à l'anarchie mentale."
Les disciples de la SPI suivaient un programme graduel et méthodique d'études qui comprenait trois étapes : la première, des études d'Hygiène et de Morale; la deuxième de Sciences et de Naturologie; et la troisième, de Psychologie et de Philosophie.

## Pente et dissolution
En 1931 est décédé Mario Roso de Luna, qui était un des deux piliers de la SPI. Dans la même année, le Dr. Eduardo Alfonso serait la tête visible de l'École, qui a continué dans la formation de disciples. Cependant, peu de temps après (1936), commencerait au nord de l'Afrique la Guerre civile espagnole, qui dans peu de mois arriverait aux portes de Madrid, en restant suspendues plusieurs des activités philosophiques et culturelles de la ville.
Après avoir fini la Guerre Civile, Eduardo Alfonso a été jugé conformément à la "Loi pour la Répression de la Franc-maçonnerie et le Communisme" et condamné à quelques années de capture qui s'est acquittée dans la prison de Burgos, de 1942 à 1948. Après avoir accompli sa condamnation, Alphonse s'est exilé en Amérique latine jusqu'en 1966, quand il est revenu dans son pays.

## Actualité
Au XXIe siècle, est apparu "Opus Philosophicae Initiationis" (OPI) inspiré de l'École originale de Roso de Luna et d'Alfonso, et qui s’est organisée à un niveau international conformément aux linéaments de SPI appropriés aux nouveaux temps et dans une consonance avec les nouvelles technologies.